# الاستفتاء الرئاسي السوري 1991
الاستفتاء الرئاسي السوري 1991 أو الانتخابات الرئاسية في سورية 1991 والتي تمت في 2 كانون الأول 1991، هي رابع انتخابات رئاسية في ظل الجمهورية الثانية بعد استلام حزب البعث للسلطة في البلاد، ورابع انتخابات تسفر عن فوز حافظ الأسد بالرئاسة، وقد شارك بها وفق الإحصاءات الرسمية 99.1% من الشعب.

## النتائج
| الاختيار    | الأصوات   | %     |
| ----------- | --------- | ----- |
| حافظ الأسد  | 6,726,843 | 99.99 |
| غير موافق   | 396       | 0.01  |
| أصوات باطلة | 753       | –     |
| المجموع     | 6,727,843 | 100   |